# 랄프 존스
랄프 존스(일본어: ラルフ・ジョーンズ, 영어: Ralf Jones 랠프 존스[*]})는 일본 회사 SNK의 비디오 게임 인물이다. 1985년 《TNK III》에서 첫 등장한 후, 아케이드 런 앤 건 게임 시리즈 《이카리 워리어즈》에서 클락 스틸과 함께 주인공으로 활약했다. 1994년부터 발매된 SNK 크로스오버 격투 게임 《더 킹 오브 파이터즈》에선 클락과 함께 《이카리 워리어즈》를 대표하는 인물로 발탁돼 고정 출연진으로 등장한다. 그 외에 SNK의 《메탈슬러그》 시리즈에도 찬조출연한 바 있다.
《이카리 워리어즈》에서는 영화 《람보》에서 영향을 받은 군인 모습을 하고 있었으나, 《더 킹 오브 파이터즈》에서 클락과 함께 개성을 부여하기 위해 빨간 두건을 쓴 현재의 모습으로 재탄생했다.
초창기에는 방탄조끼와 청바지 차림이었으나 초창기에는 방탄조끼와 청바지 차림이었으나 KOF 99 이후로는 군복으로 변경되었다.

## 구상
SNK 개발진이 《이카리 워리어즈》를 제작할 당시 영화 《람보》를 생각하고 랄프와 클락을 디자인했다. 전 SNK 스패트 이주 케이코에 따르면 '웃통을 깐 람보'를 만드는 것을 목표로 했다고 한다.

## 게임 내 모습
랄프는 기본적으로 공격력이 매우 높아 장거한과 거의 동급이다. 때문에 육탄전에서는 이득을 보는 캐릭터이다. 또한 초필살기 중에서는 상대를 한 방에 보내버리는 갤럭티카 팬텀을 보유하고 있어서 은근히 무섭다.